# 블랙샌드

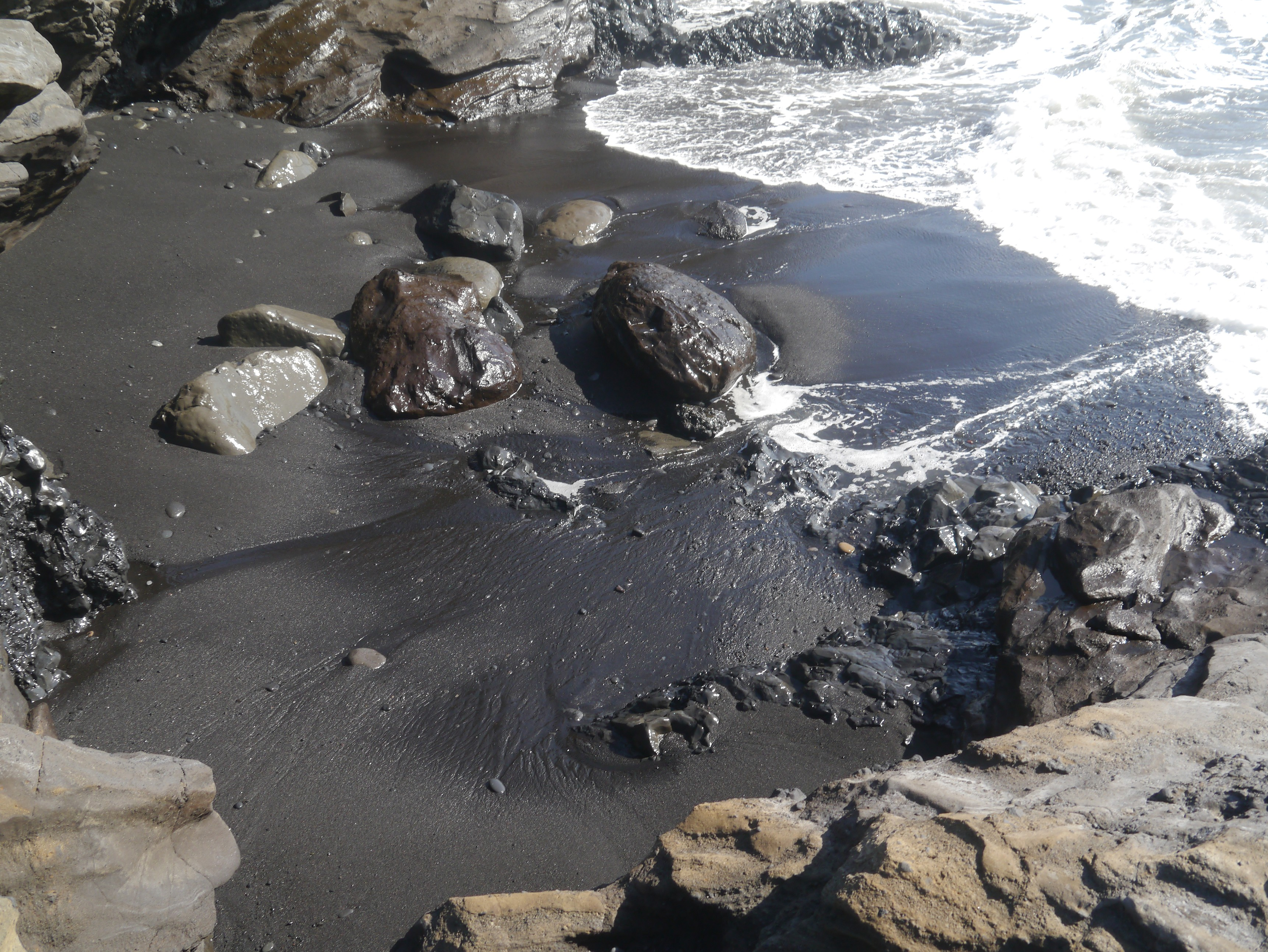
아이슬란드의 한 해변의 블랙샌드

블랙샌드(black sand)는 색깔이 검은 모래이다. 블랙샌드의 한 유형은 자철광과 같은 광물을 포함하는 일반적으로 고운 모래의 무겁고 광택이 있으며 부분적으로 자성이 있는 혼합물로 사금 퇴적물의 일부로 발견된다. 화산 근처의 해변에서 발견되는 또 다른 유형의 블랙샌드는 작은 현무암 조각으로 구성되어 있다.
일부 해변은 주로 블랙샌드로 이루어져 있지만 다른 색상의 해변(예: 금색과 흰색)도 특히 폭풍우 후에 블랙샌드 퇴적물이 있을 수 있다. 더 큰 파도는 침식 절벽의 표면에 보이는 무거운 광물 퇴적물을 남기는 모래 알갱이를 분류할 수 있다.

## 같이 보기
- 다이아몬드
- 광업
- 사광